# Stari dvorac (Stuttgart)
Stari dvorac (njem. Altes Schloss) nalazi se u središtu Stuttgarta, glavnog grada njemačke pokrajine Baden-Württemberg. Datira iz 10. stoljeća.
Prvotni dvorac datira oko 950. kad je Stuttgart bio naselje za uzgoj konja. U 14. stoljeću postao rezidencija suvereniha grofova Württemberga. U 16. stoljeću knezovi Christopher i Ludwig naredili su da ga se pretvori u renesansni dvorac. Opkopi oko dvorca uklonjeni su u 18. stoljeću.
Godine 1931., dvorac je stradao u požaru, a prije nego što je mogao biti obnovljen oštećen je od bombardiranja u Drugom svjetskom ratu. Dvorac je konačno obnovljen 1969. godine.
Stari dvorac je danas dom Württemberškog zemaljskog muzeja.
Kralj Karlo I. od Württemberga i njegova supruga Olga pokopani su ispod crkve u dvorcu. U unutrašnjem dvorištu nalazi se spomenik Eberhard I., vojvodi od Württemberga Stari dvorac stoji uz svoju zamjenu. Novi dvorac, koji je sagrađen u kasnom 18. stoljeću. Na Karlsplatz strani Starog dvorca je muzej posvećen uspomeni na Clausa Schenka, grofa von Stauffenberga, bivšeg stanovnika Stuttgarta koji je pokušao atentat na Adolfa Hitlera 20. srpnja 1944.

## Galerija slika
- Unutarnje dvorište
- Dvorska kapela
- Spomenik grofu Eberhardu I.
- Stari dvorac viđen s obližnje tržnice
- dvorište
- jugozapadni kut

## Napomene
1. ↑  Ime Stuttgart doslovno znači vrt za konje ("konjušnica")